# Jacobson-prijs
De Jacobson-prijs is een vijfjaarlijkse Nederlandse literaire prijs die in 1925 door het Tollensfonds is ingesteld ter nagedachtenis aan Jos. Jacobson, die aan dit fonds een legaat had geschonken bedoeld voor een letterkundige prijs. De prijs wordt toegekend aan oudere letterkundigen.

## Lijst van bekroonden
- 2008 - Carel Peeters
- 2002 - Sem Dresden
- 1992 - Elisabeth Augustin
- 1990 - Jan de Hartog
- 1985 - Han G. Hoekstra
- 1985 - Eric van der Steen
- 1980 - Jeanne van Schaik-Willing
- 1980 - Henriëtte van Eyk
- 1975 - Annie Salomons
- 1975 - J.C.J. van Schagen
- 1970 - Willem Brandt
- 1965 - Elisabeth Zernike
- 1960 - Marie Schmitz
- 1955 - Kees van Bruggen
- 1950 - J. van Oudshoorn
- 1945 - Frans Bastiaanse
- 1940 - Gerard van Hulzen
- 1940 - J.K. Rensburg
- 1935 - Maurits Wagenvoort
- 1930 - F. Smit Kleine
- 1925 - Nine van der Schaaf